# Catafil·le

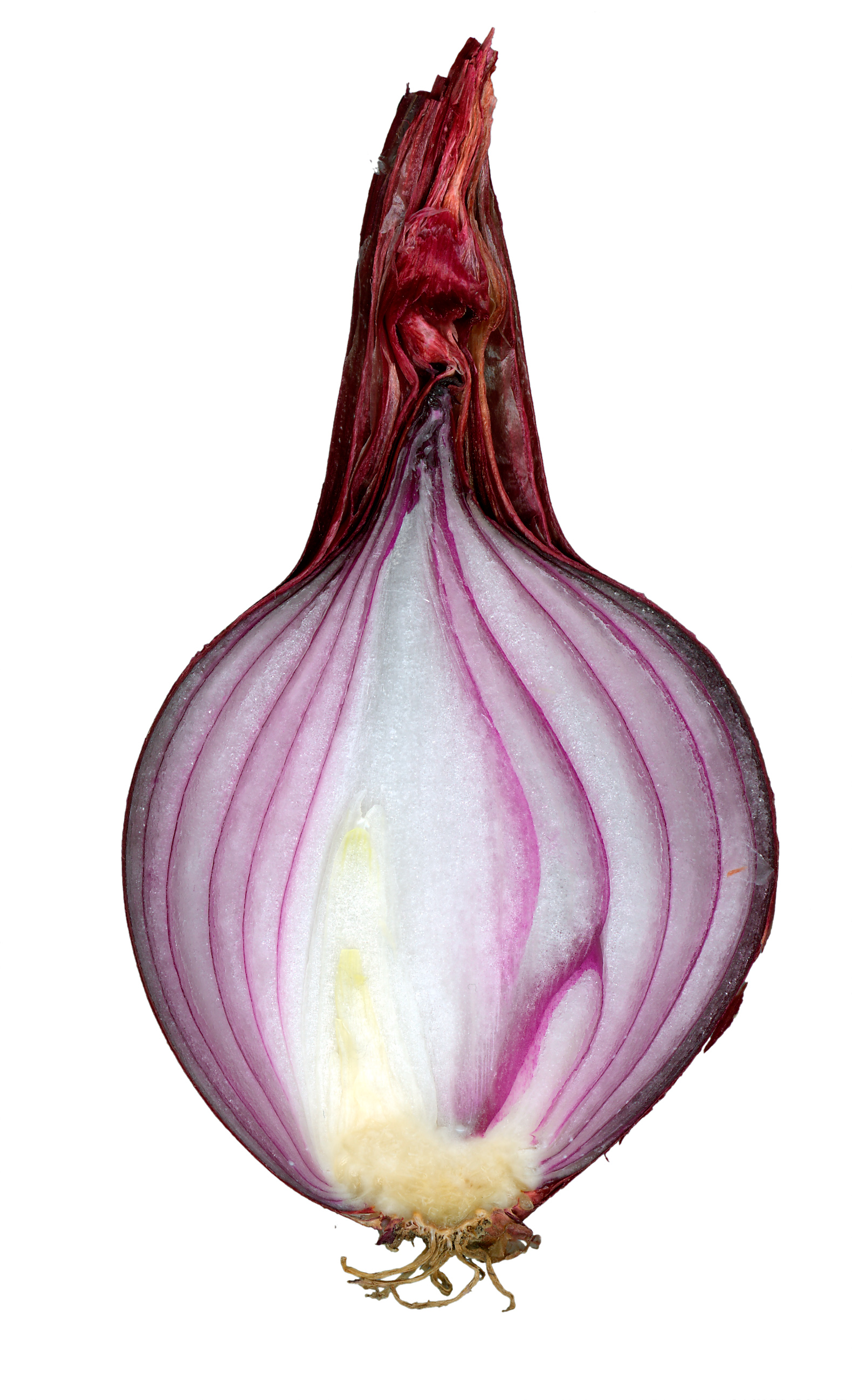
Disposició dels catafil·les en la ceba

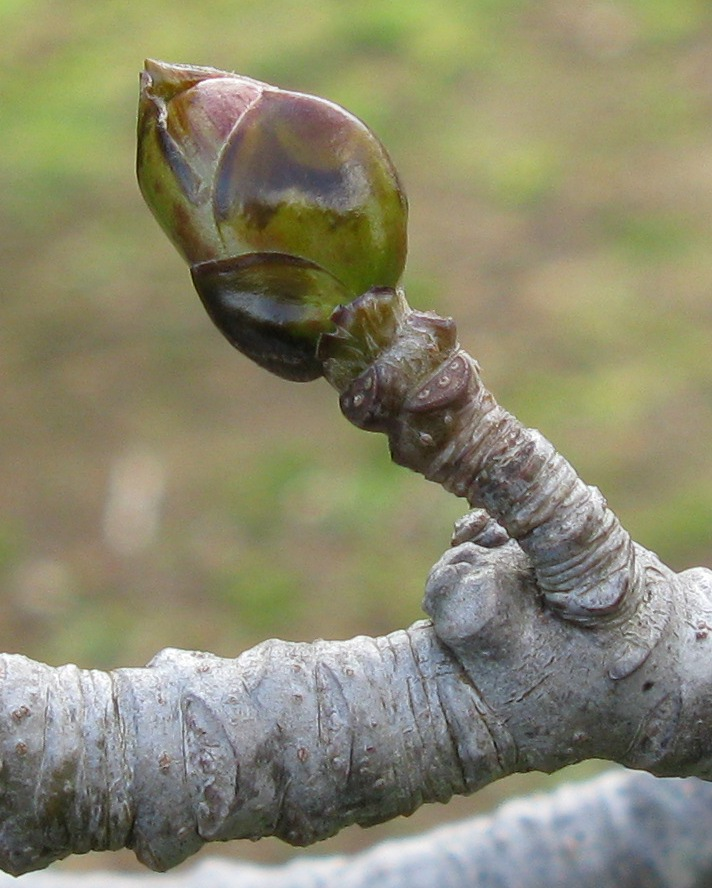
Borró foliar de Liquidambar styraciflua; els catàfil·les que cobreixen el borró mostren un poc de clorofil·la, però cauran en lloc de convertir-se en fulles fotosintètiques.

Un catafil·le o catafil·la en morfologia vegetal és una fulla la funció principal de la qual és una altra que la de la fotosíntesi. La majoria dels catàfil·les són transitòriament fotosintètics i en lloc d'aquesta fan funcions com la d'emmagatzematge, protecció o suport.

## Formes de catafil·les
Alguns tipus de catafil·les tenen una funció transitòria, després de la qual moren i poden caure. Aquells que cauen aviat es diuen caducs. Moltes altres formes de catafil·les com el d'algunes espines són persistents però no poden exercir la seva funció fins que moren caiguin o no. Altres estan indefinidament en la forma d'estructures persistents que romanen en la planta després de morir. Exemples de diferents tipus de catafil·les inclouen les escates dels borrons, les escates dels bulbs, les escates dels corms, les escates dels rizomes, cotilèdons bràctees en escata, espines i potser els pèls gloquidis. Cadascun d'aquest es presenten en diverses formes i contexts; per exemple, les escates dels borrons es presenten en diversos tipus de fulla o borrons de branca com també en borrons de flor.
El terme cataphyll deriva del grec: significa més o menys "fulla que es trencarà".